# Presbiacusia
La presbiacusia (del griego presbys -viejo- y akousis -escuchar-) se define como la pérdida progresiva de la capacidad para oír altas frecuencias (empezando por las frecuencias del habla; que oscilan entre los 500 y los 4000 hertzios), debido al deterioro producido en el sistema auditivo generado por la edad, principalmente a nivel del oído interno y de nervio auditivo.

## Epidemiología
La presbiacusia se presenta a medida que las personas envejecen. Este trastorno se presenta aproximadamente en un 25% de las personas en edades entre los 65 y 75 años de edad y en el 70 a 80% de los que tienen más de 75 años. Se presenta también en personas de edades inferiores (hacia los 25 años), donde la pérdida de audición se da en las frecuencias muy altas, provocado por la incidencia de enfermedades pre-parto o afectaciones mecánicas tanto del conducto como de los órganos internos del oído.

## Tratamiento
El tratamiento utilizado habitualmente es la prótesis auditiva (audífono), el cual debe ser configurado y calibrado según las necesidades audiológicas y el perfil audiométrico del paciente.

## Aprovechamiento y controversias
La pérdida de audición en el espectro alto de frecuencia en edades pre y postadolescencia ha permitido la comercialización del llamado mosquitono, un zumbido molesto que solo es audible por niños y adolescentes y que es utilizado como politono de teléfono móvil o como un mecanismo preventivo por comerciantes que quieren evitar la presencia de jóvenes en sus establecimientos.
El uso de dicho dispositivo ha producido un debate social en el Reino Unido, y de momento el gobierno no lo prohíbe. Su inventor, Howard Stapleton, recibió en 2006 el Premio Ig Nobel de la Paz (una versión paródica del Nobel) por esa investigación.